# Ésule ronde
Euphorbia peplus
Espèce
Classification phylogénétique
L’Euphorbe des jardiniers ou Euphorbe des jardins (Euphorbia peplus L., 1753) est une espèce de plantes à fleurs de la famille des Euphorbiacées. Elle est parfois appelée régionalement Ésule ronde. C'est une plante herbacée très commune en France dans les jardins où elle est considérée comme une mauvaise herbe.

## Étymologie
Le terme vernaculaire ésule est emprunté au latin scientifique médiéval esula, issu du latin classique edum, forme nominale (supin) de edere, « manger ».
Elle est parfois nommée Euphorbe des vignes, Euphorbe omblette ou Euphorbe des jardins, ce dernier étant également utilisé pour désigner l'épurge (Euphorbia lathyris).

## Description
C'est une petite plante annuelle de 10 à 40 cm de haut, à racine pivotante, glabre.
La tige, de couleur vert clair, teintée de rouge, est dressée et souvent rameuse dès la base. Les feuilles sont pétiolées, alternes, à limbe ovale à obovale, à apex obtus. Les feuilles supérieures, à la base de l'ombelle, sont sessiles.
L'inflorescence est une ombelle à 3 rayons qui sont de 1 à 4 fois bifurqués. Les glandes sont en croissant à cornes. Les bractées sont ovales, apiculées et non soudées entre elles. La floraison s'étend du printemps à l'été.
Le fruit est une capsule trigone, lisse, à coques munies chacune sur le dos de 2 carènes ailées. Les graines sont hexagonales, de couleur gris perle. Elles sont consommées par les fourmis qui contribuent ainsi à leur dispersion.

### Caractéristiques
Organes reproducteurs
- Couleur dominante des fleurs : jaune
- Période de floraison : mars-juin
- Inflorescence : cyathe
- Sexualité : monoïque
- Pollinisation : entomogame

Graine
- Fruit : capsule
- Dissémination : myrmécochore

|               |       |
| Inflorescence | Fruit |

Habitat et distribution
- L'Ésule ronde est présente dans les cultures, les jardins et les décombres.
- Elle est présente[3] en Afrique du nord, Éthiopie, au Moyen-Orient, en Chine, Inde et en Europe (de la Finlande au Portugal). En France métropolitaine, elle est partout présente, y compris en Corse.

Données d’après: Julve, Ph., 1998 ff. - Baseflor. Index botanique, écologique et chorologique de la flore de France. Version : 23 avril 2004.

## Usage
Le latex blanc qui s'écoule quand on blesse la plante contient une substance caustique et irritante qui provoque une brûlure et inflammation de la peau et des yeux. L'ingestion entraine des complications.
Mais il a pu être extrait de ce latex une molécule, le mébutate d'ingénol (Ingenol mebutate (en)), aux propriétés médicinales prometteuses dans le traitement d'une affection cancéreuse de la peau (le carcinome basocellulaire) et d'une affection cutanée précancéreuse (la kératose actinique).
La kératose actinique est une affection cutanée qui touche principalement les personnes âgées qui se sont exposées au soleil. Plusieurs évaluations cliniques ont montré l'efficacité d'une crème contenant du mébutate d'ingénol dans le traitement de la kératose actinique. Anderson et ses collaborateurs dans une étude de phase IIb, ont observé une réduction importante des lésions sur lesquelles était appliqué le gel au mébutate d'ingénol. Dans une étude de phase III, Lebwohl et al. ont confirmé l'efficacité du traitement : une application de gel de mébutate d'ingénol une fois par jour pendant deux ou trois jours sur les lésions actiniques entraîne, après une phase irritative d'une semaine, une réduction considérable de leur importance dans les deux mois qui suivent.